# Jean Baptiste François Pierre Bulliard

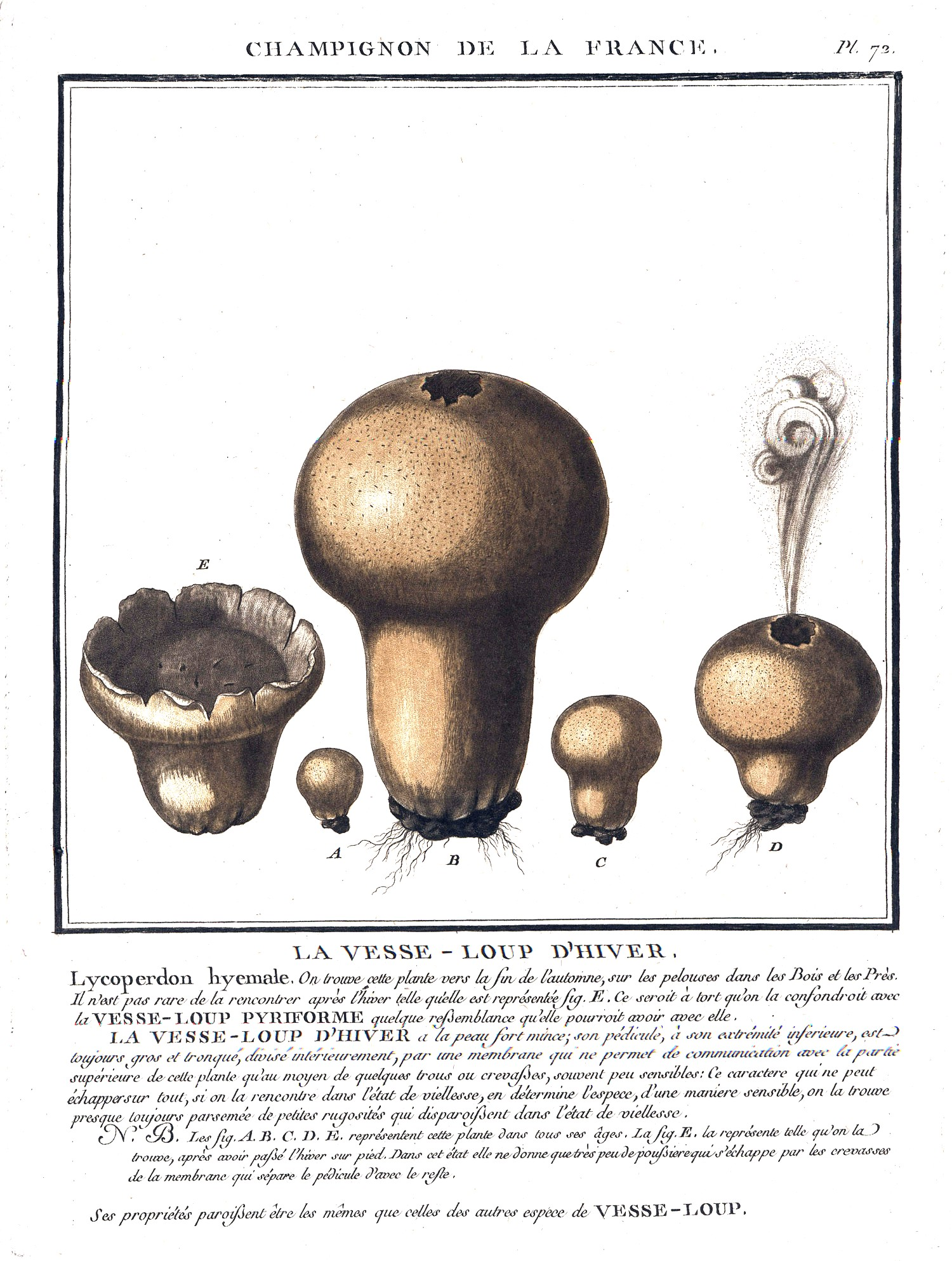
Il·lustració de Lycoperdon hyemale, num 72, de "Champignon de la France"

Jean Baptiste François Pierre Bulliard també conegut com a Pierre Bulliard (24 de novembre de 1752, Aubepierre-sur-Aube, Alt Marne - 26 de setembre de 1793, París), fou un metge i botànic francès.
Bulliard va estudiar a Langres, a Clairvaux i a París, on posteriorment exerciria la medicina. Fou el tutor del fill del general Claude Dupin (1686-1769). El seu Dictionnaire Elémentaire de Botanique de 1783, va contribuir a expandir i consolidar la terminologia botànica i la taxonomia de Linné. Va destacar principalment en l'àrea de la micologia amb descripcions de 393 fongs. Va descriure espècies molt significatives, com el  Boletus edulis', el Coprinopsis atramentaria i el verinós Entoloma sinuatum. També va aprendre l'ofici de gravador amb François Martinet.

## Publicacions
- 1776-80, Flora Parisiensis, ou Descriptions et figures des plantes qui croissent aux environs de Paris
- 1780-93 Herbier de la France, ou Collection complète des plantes indigènes de ce royaume (9 vols. amb més de 600 làmines a color). en línia
- 1783 Dictionnaire élémentaire de botanique, ou Exposition par ordre alphabétique des préceptes de la botanique et de tous les termes, tant françois que latins, consacrés à l'étude de cette science
- 1784 Histoire des plantes vénéneuses et suspectes de la France (5 vols. i més de 200 planxes)
- 1791-1812 Histoire des champignons de la France, ou Traité élémentaire renfermant dans un ordre méthodique les descriptions et les figures des champignons qui croissent naturellement en France. La va completar Étienne Pierre Ventenat (1757-1808)
- 1796 Aviceptologie

## Honors
Porten el seu nom (Epònim): 
Gènere
- (Crassulaceae) Bulliarda DC.[1]

Espècie
- (Crassulaceae) Sedum bulliardi E.H.L.Krause ex Boreau[2]